# Kalocsa Róza
Kalocsa Róza (Reformátuskovácsháza, 1838. február 5. – Debrecen, 1901. február 16.) az első magyar diplomás tanítónő, református felső leányiskolai tanárnő, internátusigazgató, író.

## Élete
Kalocsa Mihály tanító és Vörös Krisztina leánya. Szülőföldjén tanult, majd 11 éves korától Aradon. Felnővén Pesten négy évig nevelősködött. 1864-től 1875-ig a pesti református felső leányiskola igazgatónője volt, és ő vezette be a magyar nyelv rendszeres tanítását a nőnöveldékbe; mint igazgató-tanítónő működött  Szatmáron (a protestáns leánynevelő-intézetben 1875–80.), Újpesten, Somorján (1888) és Cegléden, majd felekezeti, majd állami felsőbb, polgári vagy népiskolákban. 1893-tól a debreceni református felsőbb leányiskola tanára és internátusának igazgatónője volt. Özvegy Márkus Elekné néven hunyt el 1901. február 16-án esti 10 órakor, életének 63., tanítói működésének 37. évében; örök nyugalomra helyezték 1901. február 18-án délután a debreceni Kossuth utcai temetőben.

## Írásai
Cikkei fordítások, iránycikkek, nevelési, kertészeti értekezések, mesék stb.; írói pályáját a Családi Körben kezdte (1864. 21., 22. sz. A tulipán, 1871. Úti naplómból: Berlin, London, stb.); írt a Hölgyfutárba (1864. I. 33–37. sz. ford. beszély), a Fővárosi Lapokba, az Arany Koszorújában s a Gyermeklapokba; a Kertész Gazdába (1869. I. 1., 2. sz. Miért volt az én anyámnak mindig szebb kertje, mint másiknak?), a Szamosba és a Szatmárba (1875–1880). az Ország-Világba (1881–84), a prot. Új Képes Naptárba (1882. elbeszélés angolból ford.), a Debreczeni Reggeli Ujságba (1895. cikk franciából ford.)

## Munkái
1. A növendékek irálytana. Pest, 1865.
2. Magyar nyelvtan könnyű modorban. Szvorényi József munkája nyomán iskolai használatra, valamint magántanulásra. Uo. 1871. (2. kiadás. Bpest, 1888.)
3. Szerencse föl. Regény. Werner E. után ford. Uo. 1873. Három kötet (és új czímlapos kiadás év n.)
4. A toll hőse. Regény. Werner E. után ford. Uo. 1874. Három kötet. (M. Hölgyek Könyvtára 82-84.)
5. Syllabaire Franqais. Első oktatás a franczia nyelvben. Fokonként haladó tanmód. A 14. eredeti kiadás után 2. kiadás. Bpest, 1876. (Nagy Lajos álnévvel, 3. kiadás 1878., 4. k. 1883., 5. k. 1886. Uo.)
6. Ploetz károly, Franczia nyelvtan elemei. A szerző «Elementarbuch»-ja után magyar nyelvre átdolgozta. Uo. 1882. (Nagy Lajos névvel. 2. jav. kiadás. Uo. 1884).
7. Ezeregy éjszaka. Napkeleti regék gyöngyei. Gyermekek számára. Uo. év nélkül. (Kardos Pál névvel.)
8. Obhlidalféle volapük nyelvtan. ... Uo.
9. Obhlidaféle volapük mondások és szók gyüjteménye. ... Uo. (Mind a kettőt Sz. Nagy Sándor névvel.)
10. Scherr Világirodalom története. Képekkel és irodalmi szemelvényekkel átdolgozva. Uo. 1881-85. (A spanyol és irodalmat dolgozta át.)
11. Toussaint-Langenscheidt, Levélszerinti oktatás a franczia nyelv tanulására. Az eredeti 30. kiadás után átdolgozta. Uo. 1883-85. Két folyam, 38 levél. (Sz. Nagy Lajos névvel).
12. Az illem könyve. A művelt izlés és tapintatos modor az élet különböző viszonyaiban. A családi és társadalmi életben követendő illemszabályok kézikönyve. Uo. 1884.
13. Szorgalom jutalma. Mulattató és tanulságos olvasmányok jó gyermekek számára, Uo. év n. Négy szinny. képpel.
14. Tündérkert. Legújabb legszebb tündérmesék és elbeszélések gyűjteménye. Kis és nagy gyermekek számára. Uo. (1884.)
15. A nagymama regéi. Regék, mesék és elbeszélések mindkét nembeli gyermekek számára. Irta róza néni. Uo. év n. Négy szinny. képpel.
16. Igaz történetek és mesék. Az ifjúság számára a legjelesebb kútfők után. Számos képpel. Irta a Tanító néni. Uo. (1884.)
17. Verses állatképek. Képeskönyv. Uo. (1886.)
18. Mondafüzér. Uo. 1886. Irta Clio.
19. Mnemonika. Uo. 1886-87. (Sz. Nagy sándor névvel).
20. Válogatott elbeszélések és szindarabok. Pozsony, 1887. (Ism. Irod. Értesítő 1888).
21. Lótuszvirág. Indus rege. Elbeszélés az ifjúság számára. Négy képpel. Uo. 1889. (M. Ifjúság Könyvesháza 10.)
22. Családi boldogság. Mindenrendű asszonyok és leányok számára. Bpest, 1890. (Közhasznú Családi Könyvtár 30., 31.)
23. A bibliás asszony. Uo. 1895. (Koszorú, kiadja a prot. irod. társaság XI.)
24. Angol nyelvtan. Plate után. Uo. év nélkül (Nagy Lajos névvel).

Szerkesztette s kiadta a Méhecske c. nevelési heti lapot a serdülő ifjúság számára 1868. ápr. 1-től 1869. okt. 30-ig Pesten és szerkesztette a Leányvilág c. képes heti lapot a serdülő ifjúság számára 1868. ápr. 1-től 1869. okt. 30-ig Pesten és szerkesztette a Leányvilág cz. képes hetilapot 1884-től 1887-ig Budapesten, 1888-ban Pozsonyban.